# Celiantha chimantensis
Celiantha chimantensis är en gentianaväxtart som först beskrevs av Julian Alfred Steyermark och Maguire, och fick sitt nu gällande namn av Bassett Maguire. Celiantha chimantensis ingår i släktet Celiantha och familjen gentianaväxter. Inga underarter finns listade i Catalogue of Life.